# Searchlight Pictures
Searchlight Pictures, Inc. és una empresa de producció i distribució cinematogràficaindependent estatunidenca, que des del 2019 és propietat de Walt Disney Studios, una subdivisió empresarial de Disney Entertainment, un segment de negoci de the Walt Disney Company. Fundada el 1994 com a Fox Searchlight Pictures per a 20th Century Fox (ara 20th Century Studios), l'estudi se centra principalment a produir, distribuir i adquirir pel·lícules independents i pel·lícules especialitzades.
Searchlight és conegut per distribuir les pel·lícules Slumdog Millionaire, 12 anys d'esclavitud, Birdman, The Shape of Water, i Nomadland, totes elles han guanyat un Oscar a la millor pel·lícula. L'estudi ha recaptat més de 5.300 milions de dòlars arreu del món i ha acumulat 51 Premis Oscar, 30 Globus d'Or i 56 premis BAFTA. Slumdog Millionaire és el major èxit comercial de l'estudi, amb més de 377 milions de dòlars USA d'ingressos a taquilla, davant un pressupost de producció de només 15 milions de dòlars.
Searchlight Pictures va ser una de les unitats de producció de pel·lícules de 21st Century Fox que va ser adquirida per Disney el 2019. El nom actual de l'estudi es va adoptar per evitar confusions amb Fox Corporation. Searchlight és actualment un dels cinc estudis de cinema d'imatge real dels Walt Disney Studios, juntament amb Walt Disney Pictures, Marvel Studios, Lucasfilm i la seva unitat germana més gran 20th Century Studios. En comparació amb 20th Century, les operacions de distribució dels que s'han convertit en Walt Disney Studios Motion Pictures, Searchlight conserva la seva unitat de distribució autònoma.

## Història

### Abans de la creació de Searchlight Pictures

Logo principal de Fox Searchlight, usat de 1997 a 2020.

Abans de la creació de Searchlight Pictures, la 20th Century Fox estava activa al mercat de la pel·lícula especialitzada, llançant pel·lícules independents i especialitzades sota la bandera de 20th Century-Fox International Classics, més tard rebatejada com a 20th Century-Fox Specialized Film Division, després TLC Films. Les estrenes més notables sota aquestes marques hi ha Suspiria, Bill Cosby: Himself, I si ens mengem en Raül?, Els déus deuen estar bojos, Reuben, Reuben, i Ziggy Stardust and the Spiders from Mars.
A principis de la dècada de 1990, els executius de la 20th Century Fox van decidir emular l'èxit comercial del recentment adquirit estudi Miramax de Disney. El 1994, 20th va anunciar la formació d'una filial que impulsaria la seva entrada al mercat de la pel·lícula d'art i assaig, i el juliol d'aquell any, van portar a Tom Rothman, llavors president de producció de The Samuel Goldwyn Company, per dirigir la nova filial. Aviat va rebre el nom de "Fox Searchlight Pictures", amb Rothman com a president fundador. La nova empresa va heretar els elements de marca coneguts associats a 20th Century Fox; les pel·lícules de Fox Searchlight es van obrir amb un logotip de producció que consistia en el nom "Fox Searchlight Pictures" presentat com un gran monòlit, il·luminat pels projectors de llum homònims i acompanyat per la fanfàrria de la 20th Century Fox composta per Alfred Newman.

### Primers anys i era de la 21st Century Fox
Des del seu primer llançament, The Brothers McMullen (1995), Fox Searchlight va anar a distribuir una sèrie de pel·lícules independents com Girl 6, Bellesa robada i She's the One (totes de 1996). Tot i que van tenir una bona acollida de la crítica, aquests primers llançaments no van tenir un gran èxit comercial; el primer gran avenç comercial de Fox Searchlight va arribar amb The Full Monty (1997), que va obtenir els primers premis de l'estudi.
L'any 2006, es va crear un segell complementari, Fox Atomic, per produir i/o distribuir pel·lícules de gènere. Fox Atomic va tancar el 2009.
El 28 de juny de 2012, Rupert Murdoch va anunciar que la propietària de Fox Searchlight News Corporation es dividiria en dues empreses editorials i orientades als mitjans de comunicació: la segona News Corporation, que assumeix els actius editorials i de difusió australians, i 21st Century Fox, que va dirigir el grup filial Fox Entertainment Group. Murdoch afirma que el nom 21CF era una manera de mantenir l'herència de 20th Century Fox.
Fox Stage Productions es va formar el juny de 2013. La creació de 21st Century Fox es va completar el 28 de juny de 2013. L'agost de 2013, 20CF va iniciar una empresa conjunta cinematogràfica amb un trio de productors de cinema i teatre, Kevin McCollum, John Davis i Tom McGrath.

### Era Disney
El 14 de desembre de 2017, the Walt Disney Company va acordar adquirir la majoria dels actius de 21st Century Fox, inclosa Fox Searchlight, per 52.400 milions de dòlars. Després d'una oferta de Comcast (empresa matriu de NBCUniversal) per 65.000 milions de dòlars, Disney va fer una oferta amb 71.300 milions de dòlars. El 19 de juliol de 2018, Comcast va abandonar l'oferta per 21st Century Fox a favor de Sky plc i Sky UK. Vuit dies després, els accionistes de Disney i 21CF van aprovar la fusió entre les dues companyies. El 12 de març de 2019, Disney va anunciar que tancarà l'acord amb Fox el 20 de març. El 19 de març de 2019, 21CF deriva els actius restants – la Fox Broadcasting Company, Fox Television Stations, el Fox News Group (que inclou Fox News Channel), i les operacions domèstiques de Fox Sports – a la nova Fox Corporation en preparació per a la finalització de la venda, que es va produir l'endemà. L'endemà es va anunciar que Fox Searchlight Pictures s'ubicaria sota la bandera de The Walt Disney Studios i es van produir diversos acomiadaments d'alt perfil.
A partir del novembre de 2019, FX Networks i Fox Searchlight van ser assignats per subministrar contingut a Hulu. El 17 de gener de 2020, es va anunciar que el nom "Fox" es retiraria de diversos dels actius de Fox que van ser adquirits per Disney, escurçant el nom de l'empresa a "Searchlight Pictures", per tal d'evitar confusió de marca amb Fox Corporation.
Més recentment, Nancy Utley ha deixat oficialment Searchlight Pictures després de sis mesos, per llançar Lake Ellyn Entertainment, i va signar un primer acord amb Chernin Entertainment.  Disney va elevar David Greenbaum i Matthew Greenfield, els actuals caps de producció.

### Pel·lícules més taquilleres
| Rang | Títol                                     | Any  | Recaptació mundial |
| ---- | ----------------------------------------- | ---- | ------------------ |
| 1    | Slumdog Millionaire                       | 2008 | $383,825,427       |
| 2    | El cigne negre                            | 2010 | $331,266,710       |
| 3    | The Full Monty                            | 1997 | $261,249,383       |
| 4    | Juno                                      | 2007 | $231,450,102       |
| 5    | The Shape of Water                        | 2017 | $195,790,794       |
| 6    | 12 anys d'esclavitud                      | 2013 | $180,765,061       |
| 7    | The Descendants                           | 2011 | $175,507,800       |
| 8    | The Grand Budapest Hotel                  | 2014 | $163,037,661       |
| 9    | Three Billboards Outside Ebbing, Missouri | 2017 | $161,158,351       |
| 10   | L'exòtic Hotel Marigold                   | 2011 | $134,639,780       |
| 11   | Poor things                               | 2023 | $117,537,274       |
| 12   | Entre copes                               | 2004 | $109,726,800       |
| 13   | A Complete Unknown                        | 2024 | $104,014,815       |
| 14   | Birdman                                   | 2014 | $102,926,247       |
| 15   | Petita Miss Sunshine                      | 2006 | $100,642,353       |
| 16   | The Favourite                             | 2018 | $95,829,459        |
| 17   | The Second Best Exotic Marigold Hotel     | 2015 | $89,400,862        |
| 18   | Jojo Rabbit                               | 2019 | $86,878,073        |
| 19   | 28 Days Later                             | 2003 | $82,784,517        |
| 20   | The Menu                                  | 2022 | $75,820,378        |
| 21   | Bend It Like Beckham                      | 2002 | $74,566,042        |
| 22   | Els turons tenen ulls                     | 2006 | $70,355,813        |
| 23   | Street Kings                              | 2008 | $65,457,811        |
| 24   | Brooklyn                                  | 2015 | $62,076,141        |
| 25   | L'arbre de la vida                        | 2011 | $61,721,826        |

## Reconeixements
Des de 1994, Searchlight Pictures ha acumulat 205 nominacions als Premis Oscar amb 51 victòries (incloent-hi cinc guanyadors de la millor pel·lícula des del 2009), 117 nominacions als Globus d'Or amb 30 victòries, 190 nominacions als premis BAFTA amb 56 victòries, 68 nominacions als Premis del Sindicat d'Actors de Cinema amb 12 victòries, 215 nominacions als Premis de la Crítica Cinematogràfica amb 55 victòries, i 137 nominacions als Premis Independent Spirit amb 54 victòries.

## Unitats relacionades

### Searchlight Television
Searchlight Television és la divisió de producció televisiva de Searchlight Pictures. Llançada l'abril de 2018, Searchlight Television amplia la varietat de projectes produïts sota la bandera de Searchlight. Està encapçalada per David Greenbaum i Matthew Greenfield.
Tant el material original com les adaptacions de la biblioteca cinematogràfica existent de Searchlight es produiran per a televisió per cable, streaming i emissió, en forma de documentals, sèries amb guió, sèries limitades i molt més. L'abril de 2019, el servei de transmissió Hulu va ordenar The Dropout, protagonitzada per Amanda Seyfried de Searchlight Television i 20th Television. L'estudi també està desenvolupant una adaptació de la novel·la City of Ghosts amb ABC Signature i una adaptació de   Inheritance Trilogy de N. K. Jemisin amb Westbrook Studios. L'octubre de 2021, Hulu va encarregar una sèrie seqüela de la pel·lícula de Mel Brooks History of the World, Part I de Searchlight Television i 20th Television.

### Searchlight Shorts
El març de 2019, l'estudi va llançar Searchlight Shorts, una col·lecció de curtmetratges que l'estudi adquiriria de festivals de nivell superior i llançaria al seu canal de YouTube. Les dues primeres pel·lícules que va ser adquirides per l'estudi per a aquesta col·lecció van ser Birdie de Shelly Lauman i Skin de Guy Nattiv, l'última de les quals va guanyar l'Oscar al millor curtmetratge d'imatge real. Altres adquisicions per a la col·lecció foren Feathers d'A. V. Rockwell, Lavender de Matthew Puccini, Sew Torn de Freddy Macdonald, The Heart Still Hums de Savanah Leaf i Taylor Russell i Wiggle Room de Julia Baylis i Sam Guest.